# У2 (Берлин)
У2 је линија Берлинског У-воза.
- Панков (Pankow) (С2) (С8)
- Винеташтрасе (Vinetastraße)
- Шонхојсерова алеја (Schönhauser Allee) (С4x) (С8)
- Ебершвалдер Штрасе (Eberswalder Straße)
- Шенефелдерплац (Senefelderplatz)
- Трг Розе Луксебмург (Rosa-Luxemburg-Platz)
- Александерплац (Alexanderplatz) (У5) (У8) (С5) (С7) (С75) (С9) (DB - НВ)
- Клоштерштрасе (Klosterstraße)
- Меркишеов музеј (Märkisches Museum)
- Шпителмаркт (Spittelmarkt)
- Хаузфогтајплац (Hausvogteiplatz)
- Градски центар (Stadtmitte) (У6)
- Моренштрасе (Mohrenstraße)
- Потсдамер Плац (Potsdamer Platz) (С1) (С2) (С26)
- Менделсон-Бартолди парк (Mendelssohn-Bartholdy-Park)
- Глајсдрајек (У1)
- Биловштрасе (Bülowstraße)
- Нолендорфплац (Nollendorfplatz) (У1) (У3) (У4)
- Витенбергплац (Wittenbergplatz) (У1) (У3)
- Цологишер Гартен – Зоолошки врт (Zoologischer Garten) (У9) (С5) (С7) (С75) (С9) (DB – НВ)
- Ернст-Ројтеров трг (Ernst-Reuter-Platz)
- Немачка опера (Deutsche Oper)
- Бизмаркова улица (Bismarckstraße) (U7)
- Софи-Шарлотин трг (Sophie-Charlotte-Platz)
- Кајзердам (Kaiserdamm) (С4x)
- Трг Теодора Хојса (Theodor-Heuss-Platz)
- Нови Вестенд (Neu-Westend)
- Олимпијски стадион (Olympia-Stadion)
- Рулебен (Ruhleben)